# Keremma
 (août 2023).
Si vous disposez d'ouvrages ou d'articles de référence ou si vous connaissez des sites web de qualité traitant du thème abordé ici, merci de compléter l'article en donnant les références utiles à sa vérifiabilité et en les liant à la section « Notes et références ».

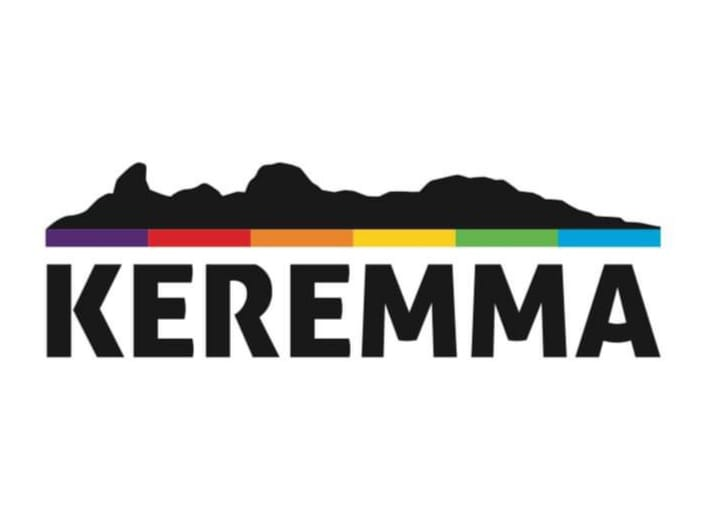
L'actuel logo de Keremma

Keremma (ou Ker Emma) est un domaine situé sur le littoral du Finistère Nord, dans la commune de Tréflez. C'est l'œuvre de Louis Rousseau, qui a conquis plusieurs centaines d'hectares de terrains et de dunes sur la mer.
Aujourd'hui encore, les terres de Keremma appartiennent en grande partie aux descendants de Louis Rousseau.

## Géographie
Keremma est un quartier de la commune de Tréflez dans le département du Finistère en Bretagne Nord. Keremma s'étend sur le littoral, au bord de la Manche, entre la baie de Goulven et l'anse du Kernic. La spécificité du lieu est un cordon dunaire de 6 km de long. Cédées en 1984 au Conservatoire du Littoral, ces dunes forment un ensemble naturel exceptionnel.
Le reste des terres constituant l'actuel Keremma fut longtemps le domaine des schorres et des paluds, parfois aménagé en polders dans le courant du XIXe siècle.

## Histoire
Au XIXe siècle, l'histoire de Keremma commence avec l'arrivée de Louis Rousseau, dans la petite commune de Treflez. Cet ancien officier de marine au sein de l'armée napoléonienne avait notamment passé une dizaine d'années sur les pontons anglais.
En 1822, il décide de s'installer en Bretagne et fait l'acquisition de 300 hectares (600 arpents à l'époque) de terres marécageuses et de dunes instables, en partie submergées par les flots marins. Animé par ses convictions saint simonniennes, il entreprend de métamorphoser ces terres en un domaine rentable. Il nomme ce projet "Keremma" ("le village d'Emma"), en 1824, en hommage à son épouse Emma.

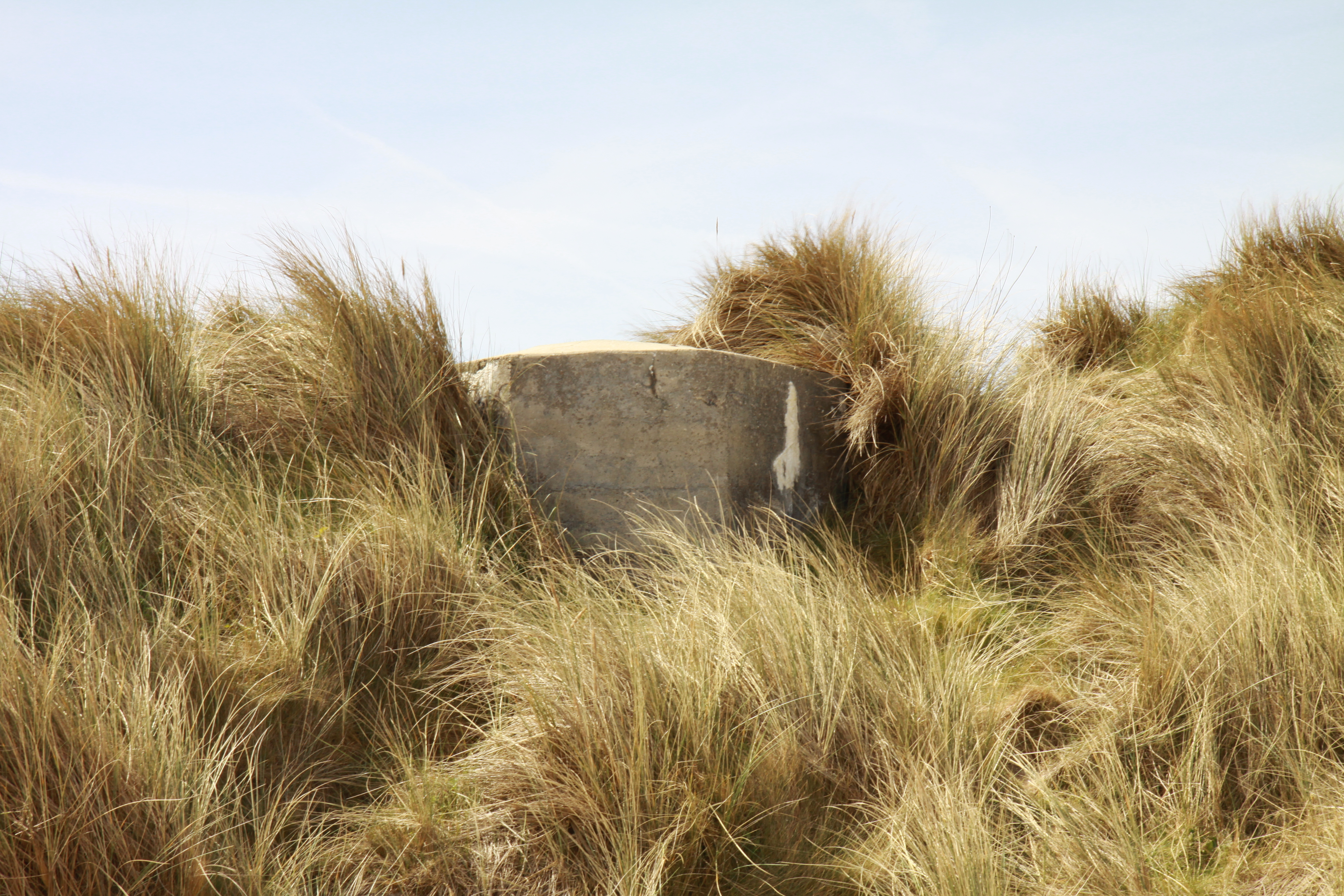
Des oyats sur les dunes de Keremma.

Louis Rousseau entreprend des travaux audacieux pour transformer ces terres hostiles et inondables en un environnement cultivable et protégé. Il multiplie les expériences pour les fertiliser grâce à sa grande imagination et son réseau de fréquentation appartenant à l'élite scientifique, comme son ami d'enfance Marc Seguin. Dans un premier temps, afin de stabiliser les sols et de consolider les dunes, il effectue, avec l'aide de la population locale, de nombreuses plantations de végétation basse comme des oyats. Afin de pérenniser son projet, il fait construire une digue de 700 m et de 5 m de haut, avec l'aide de monsieur Frimot, ingénieur des Ponts et Chaussées. Inaugurée le 14 juillet 1825 (jour de la naissance de son fils Armand), la digue permet d'assècher environ 400 hectares de terres fertiles propices à l'agriculture. En deux ans, il parvient ainsi à transformer des marais inondables en terre agricole grâce à la fixation des dunes et la maîtrise des eaux. Il construit alors la maison qu'habitent encore maintenant ses descendants directs.
En 1826, à cours d'argent, Louis Rousseau crée une société en commandite : la société de Lannevez, pour permettre d'exploiter les terres agricoles qu'il avait soustraites aux marées. Peu après il abandonne ce projet utopiste qui n'avait pas assez de succès pour revenir à un fonctionnement classique de fermage (location de terres agricoles). Il conserve en revanche les terres de Keremma, drainées et stabilisées mais à faible rendement, pour lui et sa famille. En 1828, la rupture de la dune à la suite d'une grande marée exceptionnelle conduit en 1836 à la liquidation de la Société de Lannevez.
Rousseau vend alors une partie de son domaine d'origine à son beau-frère Michau. Désormais, il entreprend d'exploiter de manière plus modeste et raisonnable les terres de Keremma pour accueillir des fermiers sans ressources. En 1845, il tente sans succès d'y établir une colonie de 40 enfants abandonnés. Aujourd'hui des exploitations agricoles y cultivent des légumes variés tels que carottes, choux et pommes de terre.
Ses multiples projets furent plus ou moins appréciés par les tréfleziens. Ses idées paternalistes et saint simoniennes ne plurent pas. Après sa mort, en 1856, la commune de Tréflez intenta même un procès contre l'usurpation des terres communales. Le procès n'aboutît pas et le domaine fut partagé entre ses cinq enfants. Dans son testament Louis Rousseau manifeste le désir que "sa famille conserve aussi longtemps que possible le caractère d'amitié qui en a fait le charme jusqu'à ce jour".

## Patrimoine

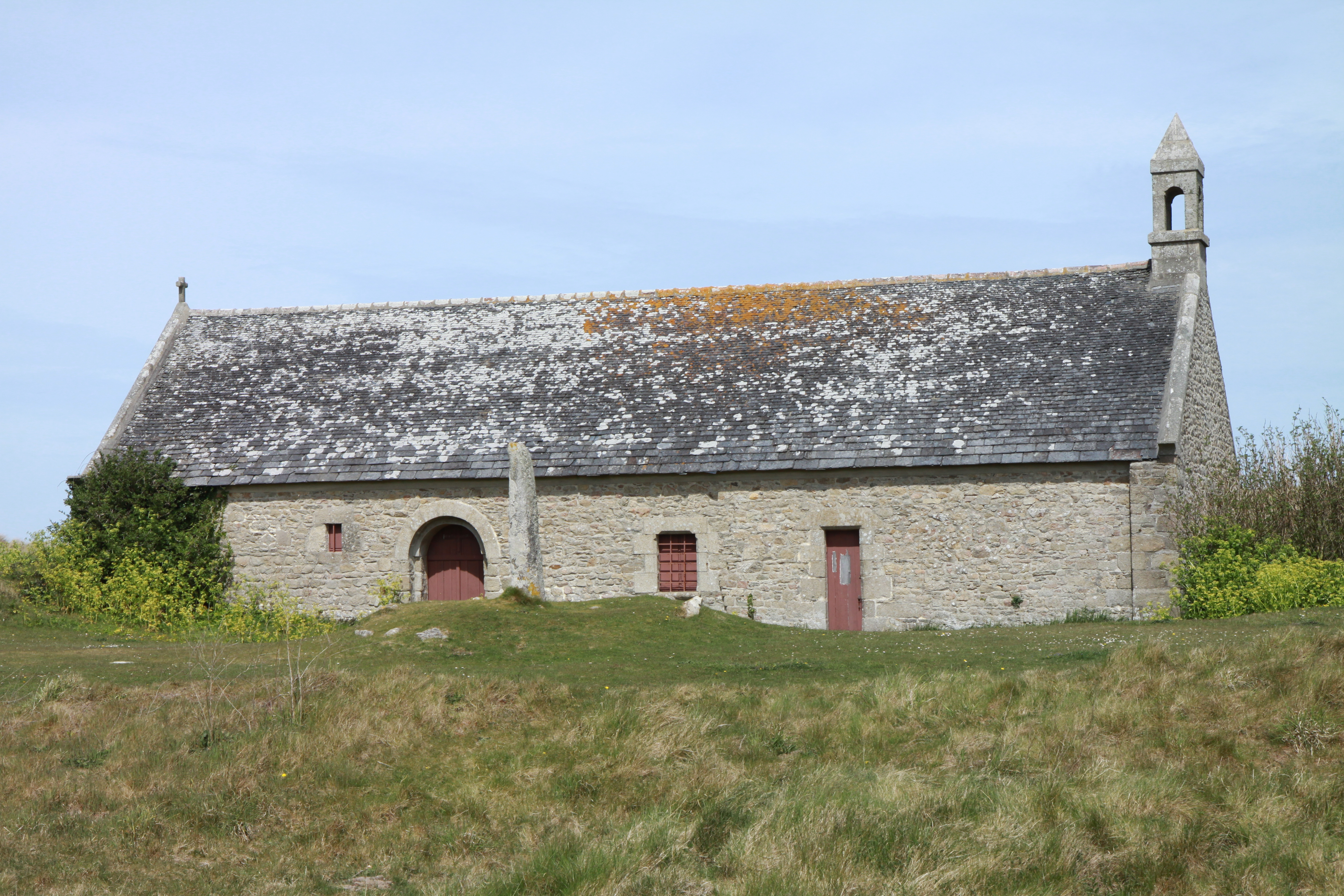
La chapelle Saint-Guevroc sur le site des dunes de Keremma.

Consacrée à saint Guevroc, dit aussi saint Guirec, et laissée à l'abandon à la Renaissance et recouverte par le sable, la chapelle Saint-Guevroc, datée du VIe siècle, y a été redécouverte en 1872 et restaurée entre 1895 et 1896. Une fois par an la famille Rousseau s'y réunit à l'occasion d'un office religieux : la fête de l'Assomption le 15 août.
Une stèle de granit trouvée à l'emplacement de l'ermitage de saint Guévroc à Keremma et datant du haut Moyen Âge représente une divinité ailée.